# Moteur Lorraine 12Rcr Radium
 (septembre 2020).
Le moteur Lorraine 12Rcr Radium est un moteur d'avion de compétition V12 inversé à refroidissement liquide développé par la Société Lorraine. Son développement fut décidé pour équiper les hydravions français devant participer à la Coupe Schneider de 1931.

## Contexte historique
En octobre 1928, la France fut dotée d’un ministre de l’Air avec son propre budget. Le ministre, Laurent-Eynac, décida aussitôt de financer le développement d’hydravions de compétition pour disputer la Coupe Schneider de 1929. Trois constructeurs d’hydravions furent intéressés (la Société des Avions Bernard, Nieuport-Delage et Blériot-SPAD) ainsi que trois motoristes (Renault, Hispano-Suiza et Lorraine). La société des avions Bernard, qui détenait depuis 1924 un record du monde de vitesse, construisit trois  prototypes sous la direction de Louis Béchereau. Nieuport prépara des NiD-62 spéciaux pour son chef pilote Joseph Sadi-Lecointe (champion du monde de vitesse en 1920). Enfin Blériot-SPAD travaillait déjà sur un prototype d’hydravion de record.
La dixième Coupe Schneider se déroula le samedi 7 septembre 1929 à Calshot sur le Solent. Les concurrents inscrits étaient l’Italie avec ses hydravions Macchi (qui demanda un report d’un  mois pour manque de préparation moteurs), les U.S.A. avec le lieutenant Alford Williams, champion du monde de vitesse 1923, qui déclara forfait (son  appareil, le Mercury Air Racer, fut endommagé durant les essais aux États-Unis), la Grande-Bretagne avec des Supermarine S.5 et S.6, et la France. La France dut finalement déclarer forfait car rien n’était prêt. Ni les pilotes (on hésitait entre les pilotes terrestres et les pilotes de la marine), ni les hydravions, ni les moteurs. Pour dépasser les fatidiques 500 km/h, les ingénieurs motoristes avaient en effet calculé qu’une puissance de 2 000 ch était nécessaire. Hélas le premier moteur disponible pour cette compétition, l’Hispano-Suiza 18R de 1 500 ch était trop gros et manquait de fiabilité. Blériot-SPAD déclara forfait rapidement, tout comme Renault (qui fournit seulement des moteurs pour l’entraînement). Comble de malheur, Florentin Bonnet, le champion du monde de vitesse 1924, se tua lors des essais sur son Nieuport-Delage NiD-62.
Préparant la coupe suivante, qui devait avoir lieu de nouveau en Angleterre en 1931, les pilotes français furent sélectionnés, préparés et les hydravions français testés sérieusement. La Société Bernard utilisa le lac d’Hourtin pour la mise au point de ses hydravions d’entraînement à hautes vitesses H.V-40, H.V-41 et H.V-120. L’équipe fut bientôt rejointe par Sadi-Lecointe et son Nieuport-Delage NiD-450, commandé par le ministère à deux exemplaires mais qui ne furent pas prêts pour la coupe 1929. Le HV 120 et le Ni-D 450 reçurent fin 1929 un moteur Hispano-Suiza à turbocompresseur de 1 800 ch.

## Genèse du projet
En 1930, la France passa commande d'hydravions de course pour la coupe 1931. Trois avions à la Société des avions Bernard : le HV-220 à moteur Lorraine 12 Rcr (baptisé "Radium”), le HV-320 à moteur Renault 12 Ncr et un HV-42 pour l’entraînement. Nieuport-Delage reçu une commande pour deux avions : le Ni-D 651 (moteur Lorraine) et le Ni-D 652 (moteur Renault). Enfin la firme Dewoitine reçu commande pour deux exemplaires du prototype HD 41. L’un à moteur Lorraine, l’autre à moteur Renault. Ambitieux ou inconscients de la difficulté (les trois motoristes n’ayant aucune expérience pour ce type de compétition), Lorraine, Renault et Farman proposèrent de fabriquer des moteurs de course. Hispano-Suiza, prudent, se contenta de fournir les moteurs d’entraînement. Six  moteurs  compétition 12 Rcr Radium de 2.200 ch furent commandés à Lorraine, trois moteurs 12 Ncr de 2 000 ch à Renault et deux moteurs 18T de 1 200 ch à Farman pour un hydravion Bernard bimoteur. Charge au moteur Lorraine de défendre les couleurs de la France dans la course. Un échéancier fut donc fixé par l’État aux différents constructeurs : au 1er décembre 1930 les constructeurs devaient se présenter aux essais statiques ; le 1er mars 1931, essais à Berre (Bouches-du-Rhône) des hydravions prêts à voler. Le 1er juin 1931 les essais de performances devaient être terminés donnant droit aux primes de 15 000 francs pour chaque km/h réalisé au-dessus de 540 km/h.

## Conception et développement
Conçu par l’ingénieur Marius Barbarou, directeur général de la société Lorraine, le moteur 12 Rcr Radium avait une architecture originale avec ses 12 cylindres en V inversés. Refroidi par eau, ce «petit» moteur de 28,7 litres de cylindrée (comparé au Rolls-Royce type R à compresseur Roots de 36,7 litres) était censé tourner à un régime de 4 000 tr/min (contre 3 000 tr/min aux moteurs concurrents) afin de pouvoir développer entre 2 000 et 2 200 ch, pour un poids de 510 kg à vide. Cette architecture particulière (moteur étroit tournant à très haut régime) fut dictée par les contraintes aérodynamiques. L'axe de l'hélice se trouvant plus près de la corde de l'aile cela donnait un avantage aérodynamique certain.
Pour le développement de ce moteur important, Lorraine installa un laboratoire spécial à Argenteuil. Réaliser une telle mécanique n'était pas simple car il devait être le plus puissant moteur d’avion jamais construit en France. Ce fut aussi l’un des défis techniques les plus difficiles à relever jamais réalisés. Le prototype du moteur Radium tourna finalement en mars 1931. Les premiers essais d'inspection furent menées avec prudence et à la fin d'avril 1931 le moteur avait tourné au banc seulement pendant deux heures et demie, sans jamais avoir été poussé à la vitesse de rotation maximale prévue. Un compresseur mécanique à deux étages à bain d'huile Auguste Rateau était placé à l'arrière du moteur avec une vitesse de rotation de 28 000 tr/min.
En juillet, le premier exemplaire fut expédié à l’usine Dewoitine de Toulouse (Haute-Garonne) pour des tests. Le moteur au banc ne dépassa pas les 2 000 tr/min. Afin de comprendre les raisons, Maurice Barbarou décida de pousser le moteur, qui cassa à 3 000 tr/min. Différentes solutions techniques en matière de suralimentation pour parer ce problème furent alors imaginées et testées : compresseur Rateau à commande mécanique, turbocompresseur Rateau classique (alimenté  par  les  échappements), compresseurs à plusieurs étages… Rien n’y fit : la puissance recherchée (2 300 ch) n'était pas là. En août, le destin du moteur fut scellé et ni Nieuport-Delage, ni Bernard ne reçurent le moteur Lorraine. À cette date, le moteur Renault tournait lui à 3 200 tr/min, délivrant seulement 60 % de la puissance recherchée et nécessaire. Ce n'est que huit ans plus tard que la solution aux  moteurs de forte puissance fut trouvée par les ingénieurs pétroliers de la Shell : il s’agissait d’un problème d’indice d’octane de l’essence. Le Rolls-Royce type R ne fonctionnait à haut régime qu’avec un mélange d’essence (22 %) et de benzol (78 %) comprenant du plomb tétra-éthyl. Les détonations engendrées par l’essence à 87 degrés d’octane détruisaient les têtes de cylindres.
Après l’abandon du moteur Lorraine Radium les difficultés de la France dans la Coupe Schneider 1931 continuèrent. Antoine Paillard, pilote d’essais Bernard, décéda le 16 juin d’une crise d’appendicite. Le 30 juillet 1931, durant les entraînements sur l’étang de Berre, Georges Bougault, leader des pilotes français de la coupe, se tua sur le Bernard H.V-120. Son appareil plongeant dans l’eau après un léger piqué. L’aiguille du tachymètre, restée bloquée, indiqua une vitesse entre 580 et 585 km/h. Joseph Sadi-Lecointe n’arriva jamais à faire décoller son Nieuport. Le Bernard HV-120 fut bien modifié pour participer à la coupe, mais il était trop tard. Comme l’Italie, la France dut déclarer forfait. Le Supermarine S.6B, unique participant, remporta l'épreuve.
Le Flt. Lt. John N. Boothman remporta la coupe à plus de 548 km/h et son compatriote le Flt lieutenant George Stainforth s’octroya le record de vitesse à plus de 655 km/h. Conformément au règlement, la Grande-Bretagne ayant remporté la course trois fois de suite, la coupe Schneider lui fut attribuée définitivement.

## Opérateurs
France
- SEHGV Section d’entraînement sur hydravions à grande vitesse